# أوليغ تريفونوف
أوليغ تريفونوف (الروسية: Трифонов, Олег Вячеславович) هو لاعب كرة قدم روسي في مركز الوسط، ولد في 9 يونيو 1981 في سوتشي في روسيا. شارك مع منتخب روسيا تحت 21 سنة لكرة القدم. أما مع النوادي، فقد لعب مع دينامو ستافروبول وروتور فولغوغراد وزينيت سانت بطرسبرغ وكريليا سوفيتوف سامارا ونادي فولغا نيجني نوفغورود ونادي كوبان كراسنودار.